# ЗІС-6
Об'єм: 5 560 см³

Максимальна потужність: 73 к. с, кВт, при 2300 об/хв

Максимальний крутний момент: 279 Н·м, при 1200 об/хв

Циліндрів: 6

Діаметр циліндра: 101,6 мм

Хід поршня: 114,3 мм

Ступінь стиснення: 4,6

Система живлення: Карбюратор

Охолодження: рідинне

Тактність (число тактів): 4

Трансмісія

Виробник: ЗІС

Тип: механічна

Кількість ступенів: 4-ступ.

Передавальні співвідношення: 

1 передача: 6,60

2 передача: 3,74

3 передача: 1,84

4 передача: 1,00

Задня передача: 7,63

Перемикання: підлоговий важіль

ЗІС-6 (Рос. ЗиС-6) — радянська вантажівка загального призначення з колісною формулою 6 × 4, 3-мостовий варіант модернізації вантажівки ЗІС-5. 

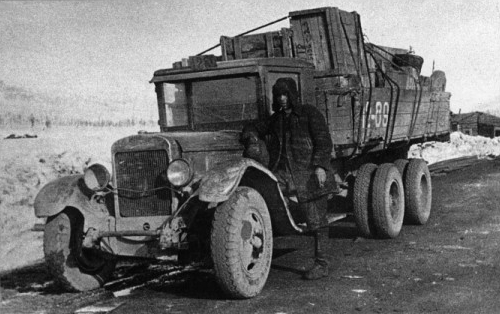
ЗІС-6 на Колимському тракті

Випускався з 1933 до жовтня 1941 року в Москві на Заводі імені Сталіна (ЗІС), де був досягнутий загальний обсяг виробництва 21.239 автомобілів.

## Особливості конструкції
ЗІС-6 стала 3-вісним продовженням моделі ЗІС-5, яка, у свою чергу, була другою за кількість випущених примірників вантажівок в СРСР у 1930—1940-ві роки.
Прототипом тривісного «ЗІСа» на початку 30-х вважають АМО-3-НАТІ, створений на базі двовісної вантажівки АМО-3, тому і передсерійна тривісна вантажівка спочатку позначалася як АМО-6, але в серію автомобіль пішов слідом за ЗІС-5 вже як ЗІС-6.
На прототипі були випробувані два варіанти провідних мостів на балансирній підвісці: з конічною і черв'ячною парами.
Для серійного виробництва була обрана черв'ячна пара через її компактність, але згодом з'ясувалося, що такий тип передачі складний у виробництві та експлуатації.
Трансмісія була доповнена 2-ступінчастим редуктором. Для випуску ЗІС-6 в ході 2-ї реконструкції «ЗІСа» довелося створювати додаткові виробничі потужності.

### Відмінності відЗІС-5
На відміну від ЗІС-5, машина була забезпечена черв'ячними головними передачами, двоступінчастим демультиплікатором із заднім ходом у трансмісії, вакуумним підсилювачем у механічному приводі гальм.
Запалювання у двох варіантах — батарейне або від магнето.
З урахуванням специфіки експлуатації місткість бензобака була збільшена до 105 л, а місткість двох акумуляторів — до 210 А-год.

## ТТХ
- Роки випуску — 1933—1941;
- колісна формула 6 × 4;
- кількість місць в кабіні — 2;
- вантажопідйомність: на шосе — до 4000 кг, на ґрунті — 2500 кг.

- Двигун: кількість циліндрів — 6,
  - робочий об'єм — 5555 см3;
  - потужність — 73 к. с. при 3200 об/хв;
  - кількість передач — 9 вперед і 6 заднього ходу.

- Розмір шин — 34 × 7 дюймів.

- Довжина — 6060 мм;
  - ширина — 2250 мм;
  - висота (без навантаження) — 2160 мм;
- база: між передньою і середньою осями — 3360 мм,
  - заднього візка — 1080 мм;
  - дорожній просвіт — 290 мм.

Маса у спорядженому стані — 4230 кг; швидкість — 50 км/год.

## Модифікації й машини на базі ЗІС-6
- У 1935 році на шасі ЗІС-6 були зібрані експериментальні автобуси ЗІС-6 «Люкс».
- У 1939 році на шасі ЗІС-6К був створений важкий бронеавтомобіль БА-11.
- На шасі ЗІС-6 влітку-восени 1941 року встановлювалися перші установки реактивного залпового вогню БМ-13 ТА БМ-8 «Катюша».

На шасі ЗІС-6 також монтували
- фургон-радіостанцію,
- паливозаправник БЗ-35, що застосовувався в основному в авіації,
- пересувну 30-кВт електростанцію АЕС-4,
- прожектор ЗА-15-8, звуковловлювач ЗТ-5,
- 3-тонний автокран АК-3,
- автокран «Январец» і т. д.